# Louis-Spiridion Frain de La Villegontier
 (avril 2021).
Louis-Spiridion Frain, comte de La Villegontier, né le 25 janvier 1776 à Fougères et mort le 2 juin 1849 au château de Villegontier, est un homme politique français.

## Biographie
Fils de René-Joseph Frain, chevalier, seigneur de la Villegontier, la Tendrais, le Bêcher et autres places, et de Mélanie-Renée-Louise Fournier de Pellan, il entre à l'École polytechnique en l'an III, à la création, mais refuse de prendre du service et se retire dans ses foyers. Il vit en dehors de la vie publique pendant la durée de l'empire.
Le 1er septembre 1814, il est nommé officier de la garde nationale à cheval de Paris, le 2 août 1815 sous-préfet de l'arrondissement de Versailles, et perd cet emploi le 1er janvier 1816, en vertu de l'ordonnance qui supprime les sous-préfectures des chefs-lieux de département. Président de la commission de liquidation de Versailles (30 janvier), il est appelé à la préfecture de l'Allier le 14 mai 1816, puis à celle de l'Ille-et-Vilaine le 8 octobre 1817.
Chevalier de la Légion d'honneur (4 mars 1818), pair de France (5 mars 1819), il conserve ses fonctions administratives sur un ordre exprès du roi jusqu'en 1824, et devient premier gentilhomme du duc de Bourbon en 1826. À la Chambre haute, il siégea parmi les ultras, et est membre de la commission du recrutement, du monopole du tabac, et de la loi du sacrilège. Il continue de siéger à la Chambre haute sous le gouvernement de Louis-Philippe.
Marié à Adélaïde de Boisgelin, il est le grand-père de Pierre-Marie Sébastien Gérard Frain de La Villegontier